# Tiro de pichón
El "Tiro de pichón" es una modalidad de caza deportiva con aves vivas. En la cual se liberan aves salvajes criadas en libertad para ser disparadas al vuelo.

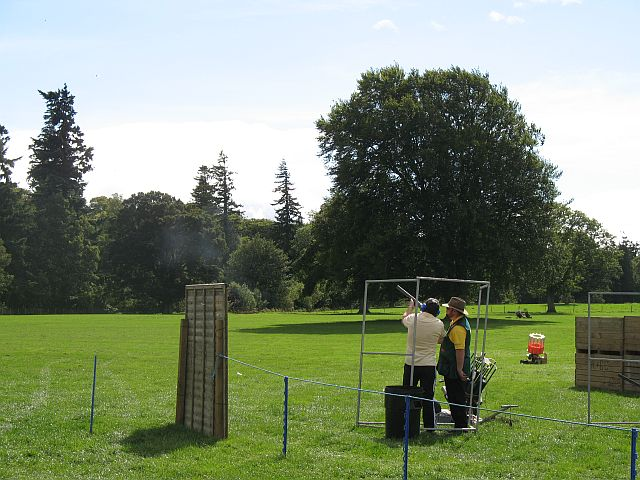
Tiro

## Legalidad
En Europa solo se mantiene como práctica legal en algunas comunidades autónomas Españolas .

## Competiciones
Existen diversas competiciones, tanto locales como regionales o mundiales

## Variantes
Existen variantes como la "Codorniz bala".